# Famille des récepteurs de la sécrétine
La famille des 7 récepteurs transmembranaires à la  sécrétine est une famille de protéines liées à l'évolution. 
Cette famille est connue sous le nom de famille B, famille des récepteurs de la sécrétine ou famille 2 des récepteurs couplés aux protéines G (GPCR). De nombreux récepteurs de la sécrétine sont régulés par les hormones peptidiques de la famille du glucagon. 
Les GPCR de la famille de la sécrétine-récepteur comprennent des récepteurs du peptide intestinal vasoactif et des récepteurs pour la sécrétine, la calcitonine et l'hormone parathyroïdienne / peptides apparentés à l'hormone parathyroïdienne. Ces récepteurs activent l'adénylyl cyclase et la voie du phosphatidyl-inositol-calcium. Les récepteurs de cette famille ont 7 hélices transmembranaires, analogues aux GPCR rhodopsine-like. Cependant, il n'y a pas d'identité de séquence significative entre ces deux familles de GPCR et la famille des récepteurs de sécrétine possède sa propre signature caractéristique 7TM. 
Les GPCR de la famille des récepteurs de sécrétine existent dans de nombreuses espèces animales, mais n’ont pas été trouvés dans les plantes, les champignons ou les procaryotes. Trois sous-familles distinctes (B1-B3) sont reconnues. 

## Sous-famille B1
La sous-famille B1 contient des récepteurs hormonaux classiques, tels que les récepteurs de la sécrétine et du glucagon, qui sont tous impliqués dans les voies de signalisation médiées par l'AMPc. 
- Récepteur hypophysaire de type 1 du polypeptide activant l'adénylate cyclase   
  - PACAPR (ADCYAP1R1)
- Récepteur de la calcitonine    
  - CALCR
- Récepteur d'hormones libérant de la corticotropine
  - CRHR1 ; CRHR2
- Récepteur polypeptidique insulinotrope dépendant du glucose / récepteur polypeptidique inhibiteur gastrique   
  - GIPR
- Récepteur du glucagon
  - GCGR
- lié au récepteur du glucagon
  - GLP1R ; GLP2R ;
- Récepteur d'hormones libérant de l'hormone de croissance  
  - GHRHR
- Récepteur d'hormone parathyroïdienne    
  - PTHR1 ; PTHR2
- sécrétine   
  - SCTR
- Récepteur peptidique intestinal
  - VIPR1 ; VIPR2

## Sous-famille B2
La sous-famille B2 contient des récepteurs à longues extrémités N-terminales extracellulaires, tels que l'antigène de surface des cellules leucocytaires CD97; récepteurs du calcium indépendants de la latrotoxine et récepteurs de l'inhibiteur de l'angiogenèse spécifique du cerveau entre autres. 
- Inhibiteur de l'angiogenèse spécifique au cerveau
  - BAI1 ; BAI2 ; BAI3
- Antigène CD97  
  - CD97
- Récepteur d'hormone EMR
  - CELSR1 ; CELSR2 ; CELSR3 ; EMR1 ; EMR2 ; EMR3 ; EMR4
- Récepteur orphelin GPR56
  - GPR56 ; GPR64 ; GPR97 ; GPR110 ; GPR111 ; GPR112 ; GPR113 ; GPR114 ; GPR115 ; GPR123 ; GPR125 ; GPR126 ; GPR128 ; GPR133 ; GPR144 ; GPR157
- Récepteur de la latrophiline
  - ELTD1 ; LPHN1 ; LPHN2 ; LPHN3

## Sous-famille B3
La sous-famille B3 comprend le Methuselah et d’autres protéines de la drosophile. Outre la région à sept domaines-transmembranaires typique, les caractéristiques structurelles caractéristiques comprennent un domaine extracellulaire amino-terminal impliqué dans la liaison du ligand et une boucle intracellulaire (IC3) requise pour le couplage spécifique de la protéine G. 
- Récepteur d'hormones diurétiques

## Sous-familles non classifiées
- Récepteur Ig-hepta
  - GPR116

## Membres non classés
HCTR-5 ; HCTR-6 ; KPG 006 ; KPG 008